# Zosterop groguenc
El zosterop groguenc (Zosterops nigrorum) és un ocell de la família dels zosteròpids (Zosteropidae).

## Hàbitat i distribució
Habita boscos i vegetació secundària de les terres baixes de les Filipines, a Camiguin Norte, Luzon, Catanduanes, Mindoro, illes Semirara, Panay, Masbate, Ticao, Negros, Cagayancillo i Camiguin Sur (no a Palawan).